# Tusen eldar
Tusen eldar är ett musikalbum av den svenska popgruppen Freda' som släpptes 1988. Det innehåller bland annat hitlåtarna "Det måste gå" och "I en annan del av världen". Albumet återlanserades till CD 2008.
För albumet fick bandet även en Grammis i kategorin "Årets religiöst", men själva menade Freda' att de inte spelade religiös musik, även om de tidigare i karriären uttalat sig som troende.

## Låtlista
Alla låtar skrivna av Uno Svenningsson & Arne Johansson (utom spår 1: U. Svenningsson/
A. Johansson/M. Johansson) och ( spår 2: U. Svenningsson/
A. Johansson/D. Sundqvist)
1. Jag vill se dig lycklig
2. I en annan del av världen
3. Nu är stormen över
4. Dansar i natten
5. Tusen eldar
6. Jag kan se dig
7. Det måste gå
8. Månen i min spegel
9. Bara ett barn
10. Alltid där
11. Skrattet mitt i gråten (endast CD)
12. Glädjetåg (endast CD)

## Medverkande
- Uno Svenningsson - sång, gitarr
- Arne Johansson - gitarr
- Sam Johansson - keyboards
- Mats Johansson - trummor
- gästande basister

## Listplaceringar
| Lista (1988-1989) | Topplacering |
| ----------------- | ------------ |
| Sverige           | 3            |

### Fotnoter
1. ↑  ”Grammis”. Arkiverad från originalet den 17 mars 2012. https://web.archive.org/web/20120317055524/http://www.ifpi.se/wp/wp-content/uploads/100428-lc-vinnare-genom-%C3%A5ren.pdf. Läst 1 maj 2011.
2. ↑  Jörgen Stafrin. ”Grammisgalan förr och nu”. Retrogalaxen. Arkiverad från originalet den 12 augusti 2009. https://web.archive.org/web/20090812012908/http://hem.passagen.se/develium/grammis.html. Läst 4 augusti 2012.
3. ↑  Listplacering